# Raikawar Bichawa
Raikawar Bichawa (en népalais : रैकवारबिचवा) est un comité de développement villageois du Népal situé dans le district de Kanchanpur. Au recensement de 2011, il comptait 16 821 habitants.